# Antygen grasiczoniezależny
Antygeny grasiczoniezależne (antygeny T-niezależne, antygeny Tind albo antygeny TI od thymus independent) – antygeny, które mogą wywołać produkcję przeciwciał bez wcześniejszej prezentacji przez komórkę prezentującą antygen i pobudzenia limfocytów Th.
Charakteryzują się one budową chemiczną opartą na wielu powtarzalnych jednostkach (czyli są polimerami). Ich działanie oparte jest na tym, że mogą one wiązać jednocześnie wiele przeciwciał na powierzchni limfocytu B, co powoduje z kolei wysłanie silnego sygnału do wnętrza komórki i jej pobudzenie. W odróżnieniu jednak od antygenów grasiczozależnych, antygeny grasiczoniezależne nie mają zdolności wytworzenia pamięci immunologicznej, dlatego też pod ich wpływem wydzielane są tylko przeciwciała klasy IgM.
Antygeny T-niezależne można podzielić na dwie grupy:
- antygeny TI-1, które dodatkowo wykazują mitogenny wpływ na limfocyty B. Np.: Lipopolisacharyd (LPS) bakteryjnej błony komórkowej; dekstran
- antygeny TI-2, nie wykazujące wpływu mitogennego. Nie są zdolne do wytworzenia odpowiedzi u noworodków mysich. Zwykle są to antygeny wielowartościowe. Np.: oczyszczony preparat tuberkuliny (PPD)

Typowymi antygenami grasiczoniezależnymi są polisacharydy bakteryjne oraz lipopolisacharyd, należy jednak pamiętać, że cukry bakteryjne mogą być też rozpoznawane jako antygeny grasiczozależne, trudno bowiem jest ustalić na podstawie budowy chemicznej, czy dany antygen jest zależny, czy niezależny od limfocytów T.